# 1243 Памела
1243 Памела (1243 Pamela) — астероїд головного поясу, відкритий 7 травня 1932 року.
Тіссеранів параметр щодо Юпітера — 3,180.